# Orchithemis pruinans
Orchithemis pruinans – gatunek ważki z rodziny ważkowatych (Libellulidae).